# FA Cup 1995-96
La FA Cup 1995-96 (conocida como The FA Cup sponsored by Littlewoods, por razones de patrocinio) fue la 115ª edición del más antiguo torneo de fútbol reconocido en el mundo.
Con un gol de Éric Cantona al Liverpool cinco minutos antes del término del partido, el Manchester United se consagró campeón de esta edición. Ese año el United consiguió un doblete al ganar también la Premier League 1995-96. Además fue la tercera final de FA Cup consecutiva para el club.

## Calendario
| Rondas                       | Fechas                   | Clubes entrantes | Clubes    |
| ---------------------------- | ------------------------ | ---------------- | --------- |
| Ronda preliminar             | Agosto de 1995           | 342              | 575 → 404 |
| Primera ronda clasificatoria | 9 de septiembre de 1995  | 117              | 404 → 260 |
| Segunda ronda clasificatoria | 23 de septiembre de 1995 | ninguno          | 260 → 188 |
| Tercera ronda clasificatoria | 7 de octubre de 1995     | ninguno          | 188 → 152 |
| Cuarta ronda clasificatoria  | 21 de octubre de 1995    | 20               | 152 → 124 |
| Primera ronda                | 11 de noviembre de 1995  | 52               | 124 → 84  |
| Segunda ronda                | 2 de diciembre de 1995   | ninguno          | 84 → 64   |
| Tercera ronda                | 6 de enero de 1996       | 44               | 64 → 32   |
| Cuarta ronda                 | 27 de enero de 1996      | ninguno          | 32 → 16   |
| Quinta ronda                 | 17 de febrero de 1996    | ninguno          | 16 → 8    |
| Cuartos de final             | 9 de marzo de 1996       | ninguno          | 8 → 4     |
| Semifinales                  | 31 de marzo de 1996      | ninguno          | 4 → 2     |
| Final                        | 11 de mayo de 1996       | ninguno          | 2 → 1     |

## Primera ronda
| No                                         | Local                  | Resultado | Visita                 |
| ------------------------------------------ | ---------------------- | --------- | ---------------------- |
| 1                                          | Blackpool              | 2–1       | Chester City           |
| 2                                          | Bournemouth            | 0–0       | Bristol City           |
| Replay                                     | Bristol City           | 0–1       | Bournemouth            |
| 3                                          | Barnet                 | 2–2       | Woking                 |
| Replay                                     | Woking                 | 2–1       | Barnet                 |
| 4                                          | Barrow                 | 2–1       | Nuneaton Borough       |
| 5                                          | Burnley                | 1–3       | Walsall                |
| 6                                          | Bury                   | 0–2       | Blyth Spartans         |
| 7                                          | Canvey Island          | 2–2       | Brighton & Hove Albion |
| Replay                                     | Brighton & Hove Albion | 4–1       | Canvey Island          |
| 8                                          | Rochdale               | 5–3       | Rotherham United       |
| 9                                          | Northwich Victoria     | 1–3       | Scunthorpe United      |
| 10                                         | Swindon Town           | 4–1       | Cambridge United       |
| 11                                         | Scarborough            | 0–2       | Chesterfield           |
| 12                                         | Shrewsbury Town        | 11–2      | Marine                 |
| 13                                         | Stockport County       | 5–0       | Lincoln City           |
| 14                                         | Wycombe Wanderers      | 1–1       | Gillingham             |
| Replay                                     | Gillingham             | 1–0       | Wycombe Wanderers      |
| 15                                         | Kidderminster Harriers | 2–2       | Sutton United          |
| Replay                                     | Sutton United          | 1–1       | Kidderminster Harriers |
| Sutton United ganó por 3-1 en los penaltis |                        |           |                        |
| 16                                         | Fulham                 | 7–0       | Swansea City           |
| 17                                         | Brentford              | 1–1       | Farnborough Town       |
| Replay                                     | Farnborough Town       | 0–4       | Brentford              |
| 18                                         | Northampton Town       | 1–0       | Hayes                  |
| 19                                         | Bradford City          | 4–3       | Burton Albion          |
| 20                                         | Hull City              | 0–0       | Wrexham                |
| Replay                                     | Wrexham                | 0–0       | Hull City              |
| Wrexham ganó por 3-1 en los penaltis       |                        |           |                        |
| 21                                         | Carlisle United        | 1–2       | Preston North End      |
| 22                                         | Spennymoor United      | 0–1       | Colwyn Bay             |
| 23                                         | Hitchin Town           | 2–1       | Bristol Rovers         |
| 24                                         | Altrincham             | 0–2       | Crewe Alexandra        |
| 25                                         | Exeter City            | 0–1       | Peterborough United    |
| 26                                         | Bognor Regis Town      | 1–1       | Ashford Town           |
| Replay                                     | Ashford Town           | 0–1       | Bognor Regis Town      |
| 27                                         | Mansfield Town         | 4–2       | Doncaster Rovers       |
| 28                                         | Kingstonian            | 5–1       | Wisbech Town           |
| 29                                         | Runcorn                | 1–1       | Wigan Athletic         |
| Replay                                     | Wigan Athletic         | 4–2       | Runcorn                |
| 30                                         | Torquay United         | 1–0       | Leyton Orient          |
| 31                                         | York City              | 0–1       | Notts County           |
| 32                                         | Hereford United        | 2–1       | Stevenage Borough      |
| 33                                         | Newport (IOW)          | 1–1       | Enfield                |
| Replay                                     | Enfield                | 2–1       | Newport (IOW)          |
| 34                                         | Gravesend & Northfleet | 2–0       | Colchester United      |
| 35                                         | Slough Town            | 0–2       | Plymouth Argyle        |
| 36                                         | Cinderford Town        | 2–1       | Bromsgrove Rovers      |
| 37                                         | Oxford United          | 9–1       | Dorchester Town        |
| 38                                         | Telford United         | 2–1       | Witton Albion          |
| 39                                         | Hartlepool United      | 2–4       | Darlington             |
| 40                                         | Rushden & Diamonds     | 1–3       | Cardiff City           |

## Segunda ronda
| No                                  | Local                  | Resultado | Visita                 |
| ----------------------------------- | ---------------------- | --------- | ---------------------- |
| 1                                   | Enfield                | 1–1       | Woking                 |
| Replay                              | Woking                 | 2–1       | Enfield                |
| 2                                   | Blackpool              | 2–0       | Colwyn Bay             |
| 3                                   | Bournemouth            | 0–1       | Brentford              |
| 4                                   | Barrow                 | 0–4       | Wigan Athletic         |
| 5                                   | Rochdale               | 2–2       | Darlington             |
| Replay                              | Darlington             | 0–1       | Rochdale               |
| 6                                   | Gillingham             | 3–0       | Hitchin Town           |
| 7                                   | Crewe Alexandra        | 2–0       | Mansfield Town         |
| 8                                   | Swindon Town           | 2–0       | Cardiff City           |
| 9                                   | Wrexham                | 3–2       | Chesterfield           |
| 10                                  | Stockport County       | 2–0       | Blyth Spartans         |
| 11                                  | Fulham                 | 0–0       | Brighton & Hove Albion |
| Replay                              | Brighton & Hove Albion | 0–0       | Fulham                 |
| Fulham ganó por 4-1 en los penaltis |                        |           |                        |
| 12                                  | Bradford City          | 2–1       | Preston North End      |
| 13                                  | Scunthorpe United      | 1–1       | Shrewsbury Town        |
| Replay                              | Shrewsbury Town        | 2–1       | Scunthorpe United      |
| 14                                  | Kingstonian            | 1–2       | Plymouth Argyle        |
| 15                                  | Torquay United         | 1–1       | Walsall                |
| Replay                              | Walsall                | 8–4       | Torquay United         |
| 16                                  | Hereford United        | 2–0       | Sutton United          |
| 17                                  | Peterborough United    | 4–0       | Bognor Regis Town      |
| 18                                  | Cinderford Town        | 1–1       | Gravesend & Northfleet |
| Replay                              | Gravesend & Northfleet | 3–0       | Cinderford Town        |
| 19                                  | Oxford United          | 2–0       | Northampton Town       |
| 20                                  | Telford United         | 0–2       | Notts County           |

## Tercera ronda
| No                                   | Local                   | Resultado | Visita                  |
| ------------------------------------ | ----------------------- | --------- | ----------------------- |
| 1                                    | Liverpool               | 7–0       | Rochdale                |
| 2                                    | Southampton             | 3–0       | Portsmouth              |
| 3                                    | Watford                 | 1–1       | Wimbledon               |
| Replay                               | Wimbledon               | 1–0       | Watford                 |
| 4                                    | Reading                 | 3–1       | Gillingham              |
| 5                                    | Walsall                 | 1–0       | Wigan Athletic          |
| 6                                    | Leicester City          | 0–0       | Manchester City         |
| Replay                               | Manchester City         | 5–0       | Leicester City          |
| 7                                    | Notts County            | 1–2       | Middlesbrough           |
| 8                                    | Aston Villa             | 3–0       | Gravesend & Northfleet  |
| 9                                    | Grimsby Town            | 7–1       | Luton Town              |
| 10                                   | Crewe Alexandra         | 4–3       | West Bromwich Albion    |
| 11                                   | Derby County            | 2–4       | Leeds United            |
| 12                                   | Everton                 | 2–2       | Stockport County        |
| Replay                               | Stockport County        | 2–3       | Everton                 |
| 13                                   | Swindon Town            | 2–0       | Woking                  |
| 14                                   | Ipswich Town            | 0–0       | Blackburn Rovers        |
| Replay                               | Blackburn Rovers        | 0–1       | Ipswich Town            |
| 15                                   | Tranmere Rovers         | 0–2       | Queens Park Rangers     |
| 16                                   | Fulham                  | 1–1       | Shrewsbury Town         |
| Replay                               | Shrewsbury Town         | 2–1       | Fulham                  |
| 17                                   | Barnsley                | 0–0       | Oldham Athletic         |
| Replay                               | Oldham Athletic         | 2–1       | Barnsley                |
| 18                                   | West Ham United         | 2–0       | Southend United         |
| 19                                   | Manchester United       | 2–2       | Sunderland              |
| Replay                               | Sunderland              | 1–2       | Manchester United       |
| 20                                   | Norwich City            | 1–2       | Brentford               |
| 21                                   | Plymouth Argyle         | 1–3       | Coventry City           |
| 22                                   | Bradford City           | 0–3       | Bolton Wanderers        |
| 23                                   | Millwall                | 3–3       | Oxford United           |
| Replay                               | Oxford United           | 1–0       | Millwall                |
| 24                                   | Crystal Palace          | 0–0       | Port Vale               |
| Replay                               | Port Vale               | 4–3       | Crystal Palace          |
| 25                                   | Chelsea                 | 1–1       | Newcastle United        |
| Replay                               | Newcastle United        | 2–2       | Chelsea                 |
| Chelsea ganó por 4-2 en los penaltis |                         |           |                         |
| 26                                   | Huddersfield Town       | 2–1       | Blackpool               |
| 27                                   | Charlton Athletic       | 2–0       | Sheffield Wednesday     |
| 28                                   | Arsenal                 | 1–1       | Sheffield United        |
| Replay                               | Sheffield United        | 1–0       | Arsenal                 |
| 29                                   | Hereford United         | 1–1       | Tottenham Hotspur       |
| Replay                               | Tottenham Hotspur       | 5–1       | Hereford United         |
| 30                                   | Stoke City              | 1–1       | Nottingham Forest       |
| Replay                               | Nottingham Forest       | 2–0       | Stoke City              |
| 31                                   | Peterborough United     | 1–0       | Wrexham                 |
| 32                                   | Birmingham City         | 1–1       | Wolverhampton Wanderers |
| Replay                               | Wolverhampton Wanderers | 2–1       | Birmingham City         |

## Cuarta ronda
| No     | Local                   | Resultado | Visita                  |
| ------ | ----------------------- | --------- | ----------------------- |
| 1      | Southampton             | 1–1       | Crewe Alexandra         |
| Replay | Crewe Alexandra         | 2–3       | Southampton             |
| 2      | Reading                 | 0–3       | Manchester United       |
| 3      | Nottingham Forest       | 1–1       | Oxford United           |
| Replay | Oxford United           | 0–3       | Nottingham Forest       |
| 4      | Bolton Wanderers        | 0–1       | Leeds United            |
| 5      | Middlesbrough           | 0–0       | Wimbledon               |
| Replay | Wimbledon               | 1–0       | Middlesbrough           |
| 6      | Everton                 | 2–2       | Port Vale               |
| Replay | Port Vale               | 2–1       | Everton                 |
| 7      | Swindon Town            | 1–0       | Oldham Athletic         |
| 8      | Shrewsbury Town         | 0–4       | Liverpool               |
| 9      | Sheffield United        | 0–1       | Aston Villa             |
| 10     | Ipswich Town            | 1–0       | Walsall                 |
| 11     | Tottenham Hotspur       | 1–1       | Wolverhampton Wanderers |
| Replay | Wolverhampton Wanderers | 0–2       | Tottenham Hotspur       |
| 12     | Queens Park Rangers     | 1–2       | Chelsea                 |
| 13     | Coventry City           | 2–2       | Manchester City         |
| Replay | Manchester City         | 2–1       | Coventry City           |
| 14     | West Ham United         | 1–1       | Grimsby Town            |
| Replay | Grimsby Town            | 3–0       | West Ham United         |
| 15     | Huddersfield Town       | 2–0       | Peterborough United     |
| 16     | Charlton Athletic       | 3–2       | Brentford               |

## Quinta ronda
| 28 de febrero de 1996 | Liverpool            | 2:1     | Charlton Athletic | Anfield, Liverpool              |                                 |
|                       | - Collymore - Fowler | Reporte | - Kim Grant       | Asistencia: 36.818 espectadores | Asistencia: 36.818 espectadores |

| 28 de febrero de 1996 | Nottingham Forest | 2:2     | Tottenham Hotspur   | Nottingham, City Ground         |                                 |
|                       | - Woan 4', 72'    | Reporte | - 9', 28' Armstrong | Asistencia: 18.600 espectadores | Asistencia: 18.600 espectadores |

| 21 de febrero de 1996 | Grimsby Town | 0:0     | Chelsea |                                |                                |
|                       |              | Reporte |         | Asistencia: 9.448 espectadores | Asistencia: 9.448 espectadores |

| 17 de febrero de 1996 | Swindon Town | 1:1     | Southampton |                                 |                                 |
|                       | - Horlock    | Reporte | - Watson    | Asistencia: 15.035 espectadores | Asistencia: 15.035 espectadores |

| 17 de febrero de 1996 | Ipswich Town | 1:3     | Aston Villa               |                                 |                                 |
|                       | - Mason      | Reporte | - Draper - Yorke - Taylor | Asistencia: 20.748 espectadores | Asistencia: 20.748 espectadores |

| 18 de febrero de 1996 | Manchester United          | 2:1     | Manchester City | Old Trafford, Mánchester        |                                 |
|                       | - Cantona 49' - Sharpe 77' | Reporte | - 11' Rösler    | Asistencia: 42.692 espectadores | Asistencia: 42.692 espectadores |

| 17 de febrero de 1996 | Huddersfield Town     | 2:2     | Wimbledon        | Kirklees Stadium, Huddersfield  |                                 |
|                       | - Rowe 7' - Cowan 48' | Reporte | - 66', 90' Ekoku | Asistencia: 17.307 espectadores | Asistencia: 17.307 espectadores |

| 21 de febrero de 1996 | Leeds United | 0:0     | Port Vale | Elland Road, Leeds              |                                 |
|                       |              | Reporte |           | Asistencia: 18.607 espectadores | Asistencia: 18.607 espectadores |

### Replay
| 9 de marzo de 1996 | Tottenham Hotspur | 1:1 (1:3 p.) | Nottingham Forest | White Hart Lane, Londres        |                                 |
|                    | - Sheringham 32'  | Reporte      | - 9' Roy          | Asistencia: 31.055 espectadores | Asistencia: 31.055 espectadores |

| 28 de febrero de 1996 | Chelsea                                | 4:1     | Grimsby Town | Stamford Bridge, Londres        |                                 |
|                       | - Duberry - Hughes - Peacock - Spencer | Reporte | - Groves     | Asistencia: 28.545 espectadores | Asistencia: 28.545 espectadores |

| 28 de febrero de 1996 | Southampton           | 2:0     | Swindon Town |                                 |                                 |
|                       | - Oakley - Shipperley | Reporte |              | Asistencia: 13.962 espectadores | Asistencia: 13.962 espectadores |

| 28 de febrero de 1996 | Wimbledon                     | 3:1     | Huddersfield Town | Selhurst Park, Londres         |                                |
|                       | - Ekoku 9' - Goodman 42', 85' | Reporte | - 8' Booth        | Asistencia: 7.015 espectadores | Asistencia: 7.015 espectadores |

| 27 de febrero de 1996 | Port Vale    | 1:2     | Leeds United          | Vale Park, Stoke-on-Trent       |                                 |
|                       | - Naylor 37' | Reporte | - 64', 89' McAllister | Asistencia: 14.023 espectadores | Asistencia: 14.023 espectadores |

## Cuartos de final
| 9 de marzo de 1996 | Chelsea                   | 2:2     | Wimbledon                    | Stamford Bridge, Londres        |                                 |
|                    | - Hughes 70' - Gullit 80' | Reporte | - 54' Earle - 81' Holdsworth | Asistencia: 30.805 espectadores | Asistencia: 30.805 espectadores |

| 10 de marzo de 1996 | Leeds United | 0:0     | Liverpool | Elland Road, Leeds              |                                 |
|                     |              | Reporte |           | Asistencia: 24.632 espectadores | Asistencia: 24.632 espectadores |

| 11 de marzo de 1996 | Manchester United  | 2:0     | Southampton | Old Trafford, Mánchester        |                                 |
|                     | - Sharpe - Cantona | Reporte |             | Asistencia: 45.446 espectadores | Asistencia: 45.446 espectadores |

| 13 de marzo de 1996 | Nottingham Forest | 0:1     | Aston Villa | City Ground, Nottingham         |                                 |
|                     |                   | Reporte | - 26' Carr  | Asistencia: 21.067 espectadores | Asistencia: 21.067 espectadores |

## Replays
| 20 de marzo de 1996 | Wimbledon     | 1:3     | Chelsea                                   | Selhurst Park, Londres          |                                 |
|                     | - Goodman 39' | Reporte | - 20' Petrescu - 79' Duberry - 84' Hughes | Asistencia: 21.380 espectadores | Asistencia: 21.380 espectadores |

| 20 de marzo de 1996 | Liverpool                         | 3:0     | Leeds United | Anfield, Liverpool              |                                 |
|                     | - McManaman 57', 73' - Fowler 81' | Reporte |              | Asistencia: 30.812 espectadores | Asistencia: 30.812 espectadores |

## Semifinales
Las semifinales fueron jugadas en cancha neutral el 31 de marzo de 1996. 
| 31 de marzo de 1996 | Manchester United        | 2:1     | Chelsea      | Villa Park, Birmingham          |                                 |
|                     | - Cole 55' - Beckham 59' | Reporte | - 35' Gullit | Asistencia: 38.421 espectadores | Asistencia: 38.421 espectadores |

| 31 de marzo de 1996 | Liverpool          | 3:0     | Aston Villa | Old Trafford, Mánchester        |                                 |
|                     | - McAteer - Fowler | Reporte |             | Asistencia: 39.021 espectadores | Asistencia: 39.021 espectadores |

## Final
Un gol de Éric Cantona, quien además ganó el premio al futbolista del año de la FWA, en los últimos minutos del encuentro le dio la victoria al Manchester United.
Una particularidad de la final, cuando el plantel campeón subía las escaleras del estadio para recibir las medallas, un hincha del Livepool escupió a Cantona e intento golpear a Alex Ferguson.
Este fue el último partido por el Livepool del histórico goleador del club, Ian Rush, quien anotó 346 goles para el club desde 1980, Rush fichó por el Leeds United para la temporada 1996-97.

Esa noche luego del partido, el delantero del Liverpool Stan Collymore tuvo una incursión con la hija de su entrenador, Roy Evans, en una de las piezas del hotel donde alojaban.
| 1     | POR   | David James     |     |
| 12    | DEF   | John Scales     |     |
| 5     | DEF   | Mark Wright     |     |
| 6     | DEF   | Phil Babb       |     |
| 4     | MED   | Jason McAteer   |     |
| 2     | MED   | Rob Jones       | 86' |
| 15    | MED   | Jamie Redknapp  |     |
| 10    | MED   | John Barnes     |     |
| 17    | MED   | Steve McManaman |     |
| 23    | DEL   | Robbie Fowler   |     |
| 8     | DEL   | Stan Collymore  | 74' |
| D. T. | D. T. | Roy Evans       |     |

| 1     | POR   | Peter Schmeichel |     |
| 3     | DEF   | Denis Irwin      |     |
| 6     | DEF   | Gary Pallister   |     |
| 12    | DEF   | David May        |     |
| 23    | DEF   | Phil Neville     |     |
| 24    | MED   | David Beckham    | 90' |
| 16    | MED   | Roy Keane        |     |
| 19    | MED   | Nicky Butt       |     |
| 11    | MED   | Ryan Giggs       |     |
| 7     | DEL   | Éric Cantona     |     |
| 17    | DEL   | Andy Cole        | 64' |
| D. T. | D. T. | Alex Ferguson    |     |

| 9  | DEL | Ian Rush       | 74' |
| 16 | MED | Michael Thomas | 86' |

| 22 | DEL | Paul Scholes | 64' |
| 20 | DEF | Gary Neville | 90' |

| 85' | Éric Cantona | 0:1 |

| 40' · 60' | Jamie Redknapp Phil Babb |

| 69' | Phil Neville |

| Principal  | Dermot Gallagher |
| Asistentes | Anthony Bates    |
|            | Peter Walton     |
| Cuarto     | Paul Durkin      |

| Alineación inicial |

| 1     | POR   | David James     |     |
| 12    | DEF   | John Scales     |     |
| 5     | DEF   | Mark Wright     |     |
| 6     | DEF   | Phil Babb       |     |
| 4     | MED   | Jason McAteer   |     |
| 2     | MED   | Rob Jones       | 86' |
| 15    | MED   | Jamie Redknapp  |     |
| 10    | MED   | John Barnes     |     |
| 17    | MED   | Steve McManaman |     |
| 23    | DEL   | Robbie Fowler   |     |
| 8     | DEL   | Stan Collymore  | 74' |
| D. T. | D. T. | Roy Evans       |     |

| 1     | POR   | Peter Schmeichel |     |
| 3     | DEF   | Denis Irwin      |     |
| 6     | DEF   | Gary Pallister   |     |
| 12    | DEF   | David May        |     |
| 23    | DEF   | Phil Neville     |     |
| 24    | MED   | David Beckham    | 90' |
| 16    | MED   | Roy Keane        |     |
| 19    | MED   | Nicky Butt       |     |
| 11    | MED   | Ryan Giggs       |     |
| 7     | DEL   | Éric Cantona     |     |
| 17    | DEL   | Andy Cole        | 64' |
| D. T. | D. T. | Alex Ferguson    |     |

| 9  | DEL | Ian Rush       | 74' |
| 16 | MED | Michael Thomas | 86' |

| 22 | DEL | Paul Scholes | 64' |
| 20 | DEF | Gary Neville | 90' |

| 85' | Éric Cantona | 0:1 |

| 40' · 60' | Jamie Redknapp Phil Babb |

| 69' | Phil Neville |

| Principal  | Dermot Gallagher |
| Asistentes | Anthony Bates    |
|            | Peter Walton     |
| Cuarto     | Paul Durkin      |

| Alineación inicial |

| 1     | POR   | David James     |     |
| 12    | DEF   | John Scales     |     |
| 5     | DEF   | Mark Wright     |     |
| 6     | DEF   | Phil Babb       |     |
| 4     | MED   | Jason McAteer   |     |
| 2     | MED   | Rob Jones       | 86' |
| 15    | MED   | Jamie Redknapp  |     |
| 10    | MED   | John Barnes     |     |
| 17    | MED   | Steve McManaman |     |
| 23    | DEL   | Robbie Fowler   |     |
| 8     | DEL   | Stan Collymore  | 74' |
| D. T. | D. T. | Roy Evans       |     |

| 1     | POR   | Peter Schmeichel |     |
| 3     | DEF   | Denis Irwin      |     |
| 6     | DEF   | Gary Pallister   |     |
| 12    | DEF   | David May        |     |
| 23    | DEF   | Phil Neville     |     |
| 24    | MED   | David Beckham    | 90' |
| 16    | MED   | Roy Keane        |     |
| 19    | MED   | Nicky Butt       |     |
| 11    | MED   | Ryan Giggs       |     |
| 7     | DEL   | Éric Cantona     |     |
| 17    | DEL   | Andy Cole        | 64' |
| D. T. | D. T. | Alex Ferguson    |     |

| 9  | DEL | Ian Rush       | 74' |
| 16 | MED | Michael Thomas | 86' |

| 22 | DEL | Paul Scholes | 64' |
| 20 | DEF | Gary Neville | 90' |

| 85' | Éric Cantona | 0:1 |

| 40' · 60' | Jamie Redknapp Phil Babb |

| 69' | Phil Neville |

| Principal  | Dermot Gallagher |
| Asistentes | Anthony Bates    |
|            | Peter Walton     |
| Cuarto     | Paul Durkin      |

| Alineación inicial |

| 1     | POR   | David James     |     |
| 12    | DEF   | John Scales     |     |
| 5     | DEF   | Mark Wright     |     |
| 6     | DEF   | Phil Babb       |     |
| 4     | MED   | Jason McAteer   |     |
| 2     | MED   | Rob Jones       | 86' |
| 15    | MED   | Jamie Redknapp  |     |
| 10    | MED   | John Barnes     |     |
| 17    | MED   | Steve McManaman |     |
| 23    | DEL   | Robbie Fowler   |     |
| 8     | DEL   | Stan Collymore  | 74' |
| D. T. | D. T. | Roy Evans       |     |

| 1     | POR   | Peter Schmeichel |     |
| 3     | DEF   | Denis Irwin      |     |
| 6     | DEF   | Gary Pallister   |     |
| 12    | DEF   | David May        |     |
| 23    | DEF   | Phil Neville     |     |
| 24    | MED   | David Beckham    | 90' |
| 16    | MED   | Roy Keane        |     |
| 19    | MED   | Nicky Butt       |     |
| 11    | MED   | Ryan Giggs       |     |
| 7     | DEL   | Éric Cantona     |     |
| 17    | DEL   | Andy Cole        | 64' |
| D. T. | D. T. | Alex Ferguson    |     |

| 9  | DEL | Ian Rush       | 74' |
| 16 | MED | Michael Thomas | 86' |

| 22 | DEL | Paul Scholes | 64' |
| 20 | DEF | Gary Neville | 90' |

| 85' | Éric Cantona | 0:1 |

| 40' · 60' | Jamie Redknapp Phil Babb |

| 69' | Phil Neville |

| Principal  | Dermot Gallagher |
| Asistentes | Anthony Bates    |
|            | Peter Walton     |
| Cuarto     | Paul Durkin      |

| Alineación inicial |

|                       |
| Campeón               |
| Bandera de Inglaterra |
| Manchester United     |
| 9.º título            |